# Односи Србије и Гвинеје
Односи Србије и Гвинеје су инострани односи Републике Србије и Републике Гвинеје.

## Билатерални односи
Дипломатски односи између Србије(ФНРЈ) и Гвинеје су успостављени 1958. године.

### Политички односи
Сусрет министара спољних послова на ГС ОУН 2010.

### Економски односи
- У 2020. години робна размена била је укупно скромних 77 хиљаде УСД. Од тога извоз 55.000, а увоз 22.000 долара.
- У 2019. укупно је размењено роба за 170.000 америчких долара. Извоз из Србије износио је 146 хиљада, а увоз 23 хиљаде УСД.
- У 2018. години робна размена била је укупно 194.000 УСД. Од тога извоз из наше земље 161 хиљаду, а увоз 32 хиљаде долара.[1][2]

### Дипломатски представници

#### У Београду
- Мохамед Курума, амбасадор, 2004—
- Фара Мјимоно, амбасадор, 1998— (доајен дипломатског кора)
- Алегзандр Луа, амбасадор, 1996—1998.
- Тијерно Дуало, амбасадор
- Алфа Б. Бари, амбасадор
- Моамед Коиате, амбасадор. 1975—1979.
- Абубака Канте, амбасадор
- Фасу М. Мориба, амбасадор
- Салему Сисоко, амбасадор
- Наби И. Суман, амбасадор

#### У Конакрију
- Слободан Раковић, амбасадор
- Данило Милић, амбасадор, 1990—
- Лиљана Тодорова, амбасадор, 1986—1990.
- Ференц Деак, амбасадор, 1981—1985.
- Божидар Букумирић, амбасадор, 1977—1980.
- Божидар Станић, амбасадор, 1972—1977.
- Селмо Хашимбеговић, амбасадор, 1968—1972.
- Душан Карић, амбасадор, 1965—1967.
- Чедомил Цврље, амбасадор, 1963—1965.
- Илија Топаловски, амбасадор, 1960—1963.